# Annemarie Schwarzenbach
Annemarie Schwarzenbach (ur. 23 maja 1908 w Zurychu, zm. 15 listopada 1942 w Sils im Engadin/Segl) – szwajcarska pisarka, dziennikarka, fotografka i podróżniczka.

## Życiorys
Annemarie Schwarzenbach urodziła się w Bocken, dzielnicy Zurychu, w Szwajcarii. Jej ojciec, Alfred Schwarzenbach, był zamożnym przemysłowcem zajmującym się handlem i przetwórstwem jedwabiu. Matka, Renée de domo Wille, pochodząca z niemieckiej rodziny arystokratycznej, była fotografką i córką generała.
Uczyła się w prywatnej szkole w Zurychu, gdzie wykładano tylko język niemiecki, historię i muzykę. Pobierała także lekcje tańca. Dołączyła do Wandervögel, ruchu miłośników przyrody. Przez krótki czas studiowała w Paryżu. W wieku 23 lat obroniła doktorat z historii na Uniwersytecie w Zurychu. Pisała na temat historii Engadyny w średniowieczu. Już na studiach rozpoczęła pracę dziennikarki, a niedługo po ich ukończeniu opublikowała swoją pierwszą nowelę – Freunde um Bernhard (Przyjaciele Bernharda).
W 1933 wydała powieść Lyrische Novelle opartą na własnych doświadczeniach. Po rozstaniu pisarka nawiązała bliski kontakt z Klausem Mannem, bratem Eriki, i zamieszkała na kilka miesięcy w rodzinnej posiadłości jego ojca, Thomasa Manna. W tym okresie Schwarzenbach nadużywała alkoholu i narkotyków, a także odbywała podróże do Francji, Skandynawii, Włoch i Hiszpanii.
Po dojściu do władzy Adolfa Hitlera artystka wspierała żydowską rodzinę Mannów, finansowała także ich antyfaszystowskie czasopismo, „Die Sammlung”. Pozostawała w opozycji do własnej rodziny popierającej nazistów.
Pod koniec 1933 wyruszyła na 6 miesięcy na Bliski Wschód (Turcja, Liban, Syria, Irak, Persja, gdzie wzięła udział w wykopaliskach archeologicznych). Pisała artykuły w prasie szwajcarskiej, opublikowała przewodnik dla podróżników i wiele opowiadań. W 1934 ponownie pojechała do Persji. W 1934 uczestniczyła w Kongresie Związku Pisarzy w Moskwie. W latach 1936–1937 dwukrotnie była w USA. Wyruszyła z Maine na Południe. Pisała teksty o skutkach Wielkiego Kryzysu dla robotników fabrycznych i dzierżawców rolnych. Opublikowała reportaże z krajów bałtyckich. Działała na rzecz oporu wobec nazistowskiej polityki Niemiec. Za pośrednictwem fotoreportaży i felietonów relacjonowała skutki polityki Hitlera w Czechosłowacji i w Austrii. W 1939 z Ellą Maillart ruszyła fordem od Adriatyku do Afganistanu. Wyprawę opisała w reportażach w prasie szwajcarskiej i zagranicznej.
Po wybuchu II wojny światowej opuściła Europę. Przebywała m.in. w Afganistanie, Turkmenistanie, Indiach, a także w kilku krajach Afryki. W 1940 wyjechała do Nowego Jorku. Została repatriowana po kolejnej próbie samobójczej. Potem wyjechała do Konga, by przyłączyć się do Wolnych Francuzów (miała obywatelstwo francuskie i podróżowała z paszportem dyplomatycznym jako małżonka Claraca). W Kongu pisała o belgijskim i francuskim kolonializmie. Wróciła przez Maroko, potem pojechała do wiejskiego domu w Sils Maria w Engadynie.

## Życie prywatne
Otwarcie zadeklarowała orientację homoseksualną.
W 1930 wdała się w romans z niemiecką pisarką Eriką Mann, co zaowocowało przeprowadzką do Berlina.
W 1934 w Persji poznała Claude’a Achille’a Claraca, homoseksualnego francuskiego dyplomatę w Teheranie. Pobrali się w 1935. Spędzili razem tylko kilka miesięcy, bo Schwarzenbach ponownie ruszyła w podróż. Potem prawie w ogóle się nie widzieli.
W 1942 uległa wypadkowi podczas jazdy na rowerze, który spowodował nieodwracalny uraz czaszki. Zmarła dwa miesiące później w swoim domu w Sils im Engadin/Segl.

## Dziedzictwo
Spuściznę literacką i fotograficzną przekazano jednej z jej przyjaciółek. W 1980 trafiły do biblioteki w Bernie.
W 2011 wyszedł film na jej temat.

## Twórczość w Polsce
W 2015 ukazał się monograficzny numer kwartalnika literackiego „Zeszyty Literackie” (nr 131) z esejami Annemarie Schwarzenbach, jej listami do Klausa i Eriki Mannów, a także tekstami (m.in.: Ruth Landshoff-Yorck, Roberta Aldricha, Carson McCullers) omawiającymi jej twórczość i biografię. W 2016 ukazał się wybór jej szkiców podróżniczych Podróże przez Azję i Europę (tłum. Barbara Andrunik, Warszawa).